# Boom Creek (Ort)
Boom Creek ist ein Ort im Toledo District von Belize. Die Einwohner sind vor allem Maya von den Völkern der Kekchí und Mopan.

## Geographie
Der Ort liegt am linken Ufer des Moho River im Sumpfgebiet. Die einzige Straße vom Ort führt nach Osten nach Punta Gorda, wo sie Anschluss an den Southern Highway hat.
In einigen Kilometern Entfernung flussaufwärts liegt der Ort Santa Ana im Nordwesten.

## Geschichte
Der Ort wurde erst 1990 gegründet.

## Klima
Nach dem Köppen-Geiger-System zeichnet sich Boom Creek durch ein tropisches Klima mit der Kurzbezeichnung Am aus.